# Le Fils de la Panthère rose
 (août 2021).
Si vous disposez d'ouvrages ou d'articles de référence ou si vous connaissez des sites web de qualité traitant du thème abordé ici, merci de compléter l'article en donnant les références utiles à sa vérifiabilité et en les liant à la section « Notes et références ».
Pour les articles homonymes, voir La Panthère rose (homonymie).
Série
L'Héritier de la Panthère rose
(1983) La Panthère rose (film, 2006)
(2006)
Pour plus de détails, voir Fiche technique et Distribution.
Le Fils de la Panthère rose (Son of the Pink Panther) est un film italo-américain réalisé par Blake Edwards et sorti en 1993.

## Synopsis
La princesse Yasmine est enlevée en raison des relations de son pays avec la France. L'efficace inspecteur en chef Dreyfus est déterminé à les retrouver. Il envoie donc le gendarme Jacques Gambrelli, le fils de Maria Gambrelli et de l'inspecteur Clouseau.

## Fiche technique
- Titre original : Son of the Pink Panther
- Titre français : Le Fils de la Panthère rose
- Réalisation : Blake Edwards
- Scénario : Blake Edwards, Madeline et Steven Sunshine
- Décors : Peter Mullins
- Photographie : Dick Bush
- Montage : Robert Pergament
- Musique : Henry Mancini et Bobby McFerrin
- Production : Tony Adams (en) ; Nigel Wooll (délégué)
- Sociétés de production : Filmauro (en), International Traders et United Artists
- Sociétés de distribution : Metro-Goldwyn-Mayer
- Budget : 23 millions de $
- Pays :  Italie /  États-Unis
- Format : Couleur (DeLuxe) - Format 35 mm - 2,35:1 - Son Dolby
- Genre : Comédie policière
- Durée : 93 minutes
- Dates de sortie : 
  - États-Unis : 27 août 1993
  - France : 22 décembre 1993

## Distribution
- Roberto Benigni (VF : Dominique Collignon-Maurin) : le gendarme Jacques Gambrelli
- Herbert Lom (VF : Serge Sauvion) : le commissaire de police Charles Dreyfus
- Claudia Cardinale (VF : elle-même) : Maria Gambrelli
- Shabana Azmi (VF : Véronique Augereau) : la reine
- Debrah Farentino (VF : Claire Guyot) : la princesse Yasmin
- Jennifer Edwards : Yussa
- Robert Davi (VF : Patrick Poivey) : Hans Zarba
- Mark Schneider : Arnon
- Mike Starr : Hanif
- Kenny Spalding : Garth
- Anton Rodgers (en) : le chef de la police Charles Lazar
- Burt Kwouk (VF : Marc Alfos) : Cato Fong:serviteur,protecteur et faux rabbin
- Graham Stark (VF : Pierre Hatet) : le professeur Auguste Balls
- Oliver Cotton (en) (VF : Pierre Tornade) : King Haroak
- Aharon Ipalé : le général Jaffar,l'amant de la reine
- Natasha Pavlovich : Rima
- Henry Goodman : André
- Dermot Crowley : le sergent Francois Duval
- Herb Tanney : Jean Claude
- Liz Smith : Marta Balls
- Joe James : Docteur
- Jon Paul Morgan : le colonel Al-Durai
- Badi Uzzaman (en) : Wasim
- Mozaffar Shafeie : Omar
- Arnold Yarrow : l'oncle Idris
- Jacinta Mulcahy : Louise Chauvin
- Bill Wallis : le président
- John Francis : le capitaine du yacht
- Elizabeth Banks : la nurse
- Nicoletta Braschi : Jacqueline Gambrelli
- Henry Mancini : lui-même
- Bobby McFerrin : lui-même

## Récompenses et distinctions
- Razzie Awards 1993 : Pire révélation pour Roberto Benigni

## Autour du film
- Afin de relier ce film au reste de la série, les scénaristes ont eu droit à un stratagème qui explique le fait que Clouseau ait eu un fils : l'apparition du personnage de Maria Gambrelli. Incarnée par Elke Sommer dans le second volet Quand l'inspecteur s'emmêle, elle est ici remplacée par Claudia Cardinale. Nous apprenons en effet qu'après avoir eu une liaison avec Clouseau, Maria a donné jour à un fils qui a été prénommé Jacques comme son père et qui a toutes les « qualités » de celui-ci. Les fans auront reconnu l'actrice qui incarnait dans le premier long métrage de la série la princesse Dala.
- Nous retrouvons à nouveau les personnages du Commissaire Dreyfus et le domestique Cato Fong.
- Dans une atmosphère de nuit et brouillard[1] ,le gendarme Jacques Gambrelli, le fils de la panthère rose se rend au square Normandie Niemen à Nice. Une stèle a la mémoire du  général Louis Delfino et de son escadrille  avait été retirée de son socle le temps du tournage, puis remise en place[2] . Sur le socle le père Clouseau, d'abord immobile s'anime. Le fils Clouseau lève les yeux,le regard admiratif,et est attaqué par Cato Fong caché derrière . Un plan tourné la journée le long du square avec des figurants en imperméable et chapeau comme Clouseau, la panthère rose,a été supprimé au montage.(minutage=1 h)[3]

## Place dans la série
- Ce film est le huitième d'une série de huit films réalisés par Blake Edwards :

1. La Panthère rose (1963)
2. Quand l'inspecteur s'emmêle (1964)
3. Le Retour de la Panthère rose (1975)
4. Quand la Panthère rose s'emmêle (1976)
5. La Malédiction de la Panthère rose (1978)
6. À la recherche de la Panthère rose (1982)
7. L'Héritier de la Panthère rose (1983)
8. Le Fils de la Panthère rose (1993)

## DVD
Zone 2 France :
- Le film est sorti en DVD Keep Case chez MGM/United Artists le 4 octobre 2005 au format 2.35:1 panoramique 16/9 compatible 4/9 (La jaquette qui annonce le format 1.77:1 16/9 est erronée). L'audio est en Français, Anglais, Espagnol et Polonais avec des sous-titres Français, Anglais, Espagnols, Néerlandais, Suédois, Finlandais, Norvégiens, Danois, Portugais et Polonais). Aucun supplément n'est inclus. Il est Zone 2 Pal et distribué par Fox Pathé Europa [4].